# Новіков Олексій Євгенович
Олексій Євгенович Новіков (нар. 11 лютого 1996, Київ, Україна) — український спортсмен та силач, Найсильніша людина світу 2020 року та Найсильніша людина Європи 2022 року, володар чотирьох титулів Найсильніша людина України.

## Життєпис
Народився і виріс в м. Київ. У 16 років почав займатися силовими видами спорту та вирішив стати ломусом.
Навчався у Державному торговельно-економічному університеті.
2017 року в Ірландії став переможцем турніру «Giant Live», що давало право участі у змаганні Найсильніша людина світу у квітні-травні наступного року.
На початку березня 2018 року став переможцем турніру «Arnold Amateur World Championship», що проходив у Коламбусі (Огайо, США). Це змагання є відбором до «Arnold Strongman Classic», де борються за перемогу десять найсильніших атлетів світу.
21 квітня у Києві встановив новий рекорд України «Йок пронесений на плечах, вагою 530 кг». Досягнення було зафіксоване «Книгою рекордів України».
Чотири рази здобував звання «Найсильніша людина України» (2016, 2017, 2018, 2019).
У березні 2020 року посів 5 місце на турнірі «Arnold Strongman Classic 2020».
У листопаді 2020 року посів 1 місце на турнірі «World Strongest Man 2020» (Брейдентон, Флорида, США).
13 березня 2021 посів 1 місце на турнірі «SBD World's Strongest Man», так у Королівстві Баграйн підтвердив свій статус найсильнішої людини планети.
3 березня 2022 року на змаганнях у Лідсі (Велика Британія) завоював титул найсильнішої людини Європи. Йому вдалося виграти дві вправи з п'яти, що дозволило йому виграти турнір. Олексій посів перше місце, набравши 52 бали.
На турнірі World’s Strongest Man, який проходив у травні 2022 року (Сакраменто, США) Олексій здобув бронзу . 18 червня 2022  Олексій Новіков встановив світовий рекорд зі станової тяги Hummer Tire. Українець підняв вагу 549 кг, що на чотири кілограми перевершує попередній рекорд.
Незабаром він став чемпіоном турніру для силачів Rogue Invitational Strongman Competition 2022. Змагання відбулися 28-30 жовтня 2022 року серед найсильніших людей планети у місті Остін (США). Турнір складався з шести етапів. Новіков успішно виступив у всіх випробуваннях і набрав 49,5 балів. Це дало змогу 26-річному атлету посісти перше місце та виграти 112 108 доларів призових .